# Go Ahead in het seizoen 1961/62
Het seizoen 1961/1962 was het achtste jaar in het bestaan van de Deventerse betaaldvoetbalclub Go Ahead. De club kwam uit in de Eerste divisie A en eindigde daarin op de vierde plaats. Tevens deed de club mee aan het toernooi om de KNVB beker, hierin werd in de tweede ronde verloren van Be Quick (1–3).

## Wedstrijdstatistieken

### Eerste divisie A
|       | AGOVV | Alkmaar '54 | BVV   | D.F.C. | DHC   | Eindhoven | Fortuna | 't Gooi | Haarlem | Helmond | KFC   | Leeuwarden | Sittardia | Stormvogels | SVV   | Veendam | Vitesse |
| ----- | ----- | ----------- | ----- | ------ | ----- | --------- | ------- | ------- | ------- | ------- | ----- | ---------- | --------- | ----------- | ----- | ------- | ------- |
| Thuis | 1 – 1 | 4 – 1       | 2 – 1 | 1 – 1  | 1 – 0 | 3 – 1     | 1 – 2   | 2 – 1   | 4 – 1   | 2 – 0   | 1 – 1 | 1 – 1      | 1 – 2     | 0 – 0       | 3 – 1 | 1 – 0   | 3 – 0   |
| Uit   | 1 – 1 | 0 – 0       | 3 – 3 | 3 – 2  | 0 – 0 | 0 – 0     | 1 – 0   | 2 – 2   | 0 – 4   | 0 – 3   | 0 – 1 | 0 – 0      | 3 – 1     | 0 – 2       | 1 – 1 | 1 – 1   | 3 – 1   |

### KNVB beker
| 2e ronde                                  | Be Quick                    | 3 – 1 (1 – 0) | Go Ahead         |
| 31 maart 1962 Plaats: Groningen Esserberg | Dirk Roelfsema 8', 48', 88' |               | 77' Dirk Lammers |

## Statistieken Go Ahead 1961/1962

### Eindstand Go Ahead in de Nederlandse Eerste divisie A 1961 / 1962
| Stand | Gespeeld | Gewonnen | Gelijk | Verloren | Punten | Doelpunten voor | Doelpunten tegen |
| ----- | -------- | -------- | ------ | -------- | ------ | --------------- | ---------------- |
| 4e    | 34       | 14       | 14     | 6        | 42     | 53              | 32               |

### Topscorers
| #                 | Naam             | Goal |
| ----------------- | ---------------- | ---- |
| 1.                | Joop Butter      | 12   |
| 2.                | Herman de Jong   | 8    |
| 3.                | Hans Pfeiffer    | 7    |
| 4.                | Dick Faber       | 6    |
| 5.                | Gerrit Niehaus   | 5    |
| 6.                | Henk van Brussel | 4    |
| 7.                | Rinus Hondelink  | 3    |
| 7.                | Dirk Lammers     | 3    |
| 7.                | Gerard Wüstefeld | 3    |
| 10.               | Henk Koning      | 1    |
| Onbekend doelpunt |                  |      |
| –                 | Onbekend         | 1    |
| Totaal            | Totaal           | 53   |

| #      | Naam         | Goal |
| ------ | ------------ | ---- |
| 1.     | Dirk Lammers | 1    |
| Totaal | Totaal       | 1    |